# Hammam Chah Ali
Pour les articles homonymes, voir Ali.
Le Hammam Chah Ali est un hammam historique situé dans la ville d'Ispahan, en Iran. Il date de l'époque séfévide. 
Situé rue Abdolrazaq, dans le quartier de Jamaleh, il été enregistré le 2 août 1997 comme monuments national d'Iran, sous le numéro  1904.